# 5. pražské jazzové dny
5. pražské jazzové dny byl jazzový a rockový festival, který ve dnech 5. – 10. dubna 1977 pořádala Jazzová sekce Českého svazu hudebníků.

## Místa koncertů
- sál Domovina
- Divadlo hudby
- velký sál Lucerny
- R-klub
- kino Ponrepo

## Program

### 4. dubna 1977

#### Malostranská beseda
ve 20 hodin
Původně plánovaný koncert Pražského Big Bandu neproběhl. Místo toho hráli Jazz Fiddlers.

### 5. dubna 1977

#### sál Domovina
4. pražská přehlídka amatérských jazzových a rockových skupin
od 18 hodin, večerem provázel Miloš Čuřík
- Jazz Fragment
- Slamník 2
- 4 (Vladimír Stejskal – kytara, Jiří Drnec – baskytara, Luboš Karhan – bicí, Vladimír Štancl – klavír)
- Jazz Dance Franka Towena (hudba: Paul Butterfield, Ten Years After, Leonard Bernstein, Gene Ammons)
- duo Miroslav Posejpal (kontrabas) a Jiří Durman (altsaxofon)
- Extempore[1]

### 6. dubna 1977

#### sál Domovina
4. pražská přehlídka amatérských jazzových a rockových skupin
od 18 hodin, večerem provázel Miloš Čuřík
- Stehlík
- B-team
- Hemenex
- Tlön
- Androméda[2]
- Trilobit
- Frank Towen[p 1]

### 7. dubna 1977

#### Divadlo hudby
Od Moody Blues po Tomitu – pořad Josefa Vlčka

#### Velký sál Lucerny
pořad Tradiční jazz uváděl Mojmír Smékal
- Classic Jazz Collegium
- Classic Jazz Memorial
- Jazz Fiddlers
- Originální Pražský Synkopický Orchestr
- Orchestr Karla Mezery

### 8. dubna 1977

#### Divadlo hudby
17:00 Od Varése po Zappu – pořad Petra Dorůžky

#### Velký sál Lucerny
19:30 pořad Moderní jazz a swing uváděl A. Benda
- Kvartet Josefa Krajníka (Josef Krajník – trubka, Jiří Vácha – baskytara, Vladimír Belatka – bicí, Jiří Niederle – tenorsaxofon, Jarmila Moravcová – zpěv)
- Volf Jazztet (Bohuslav Volf – trombón, Jiří Kobr – baskytara, Karel Stiefel – trombón, Michael Kocáb – klavíry, Vratislav Placheta – bicí, housle)
- Luděk Hulan
- Swing kvartet (Vladimír Klusák – klavír, zpěv, umělecký vedoucí, Ferdinand Havlík – klarinet, František Svojka – vibrafon, Ivan Dominák – bicí)
- Combo Pražského big bandu (Milan Svoboda – dirigent, Michael Kocáb – klávesy, Michal Gera – trubka, Jiří Niederle – saxofon, Bohuslav Volf – trombón, Zdeněk Fišer – kytara, Ondřej Soukup – kontrabas, Jaromír Helešic – bicí)
- Nonet Václava Kozla (Václav Kozel – saxofon, Pavel Husička – trubka, Miloš Bílek a Jaroslav Hájek, Antonín Nachtman – saxofony, Bohumil Bydžovský – trombón, Jan Vacek – baskytara, Vladimír Žižka a Petr Šprunk – bicí)[3][4]

#### R-klub
23:00 jam session

### 9. dubna 1977

#### Kino Ponrepo
10:00 a 13:00 Easy Rider, film Dennise Hoppera z roku 1969

#### Velký sál Lucerny
19:30 večer uváděl Lubor Šonka
- Extempore a Divadlo PASKVIL (Pantomima skvělých iluzí): Milá čtyř viselců : rocková opereta
- Jazz Half Sextet (Viktor Kotrubenko – saxofon, Jiří Vácha – baskytara, Petr Šprunk – marimba, Jana Koubková – zpěv)
- Fousy (Jiří Jelínek– trombón, perkuse, Jan Chvosta – saxofony, flétna, Peter Mahrik – kytara, Jan Podjukl – kontrabas, Ladislav Slunečko – varhany, Ivan Kadaňka – bicí)
- přestávka
- Jiří Stivín a Co.: Veliká noc, součástí vystoupení byly "lidské varhany", kdy 25 účinkjících osob s naladěnými lahvemi bylo ovládáno z klaviatury pomocí žároviček. Když varhaník stiskl klávesu, rozsvítila se hráči před obličejem žárovička a on foukl do lahve. Jak píše recenzent, kupodivu to fungovalo.[5]
- Nikomu ani moog II (Milan Svoboda, Michael Kocáb a host Tomáš Víšek – akustické a elektrické klavíry, Ondřej Soukup – baskytara, Vratislav Placheta – bicí) [5]
- Chameleon[p 3]

#### R-klub
23:00 jam session

### 10. dubna 1977

#### Velký sál Lucerny
14:00 Jazzrocková dílna
19:30
- Bohemia
- Emil Viklický a Luboš Andršt
- ETC
- Mahagon